# Одьерн
Одьерн (фр. Audierne) — коммуна на северо-западе Франции, находится в регионе Бретань, департамент Финистер, округ Кемпер, кантон Дуарнене. Расположена в 90 км к югу от Бреста и в 38 км к западу от Кемпера, в месте впадения реки Гуаен в Атлантический океан.
Население (2019) — 3 692 человека. 

## История
В Средние Века Одьерн был важным портом местного значения. В конце XVI и начале XVII века из Одьерна корабли направлялись на Канарские острова, а также в Средиземное море. В середине XVII века в Одьерне было около 2300 жителей и 150 рыбацких лодок. Вторая половина XVII века и XVIII век были периодом упадка; во второй половине XIX века, после начала массового производства рыбных консервов в соседнем Дуарнене, рыбный промысел снова стал оживать.
Из-за своего расположения Одьерн традиционно становился убежищем для морских судов, терпящих бедствие в Атлантическом океане; при этом его гавань была очень трудной для движения судов: течения, рифы у входа в порт, а также неустойчивые песчаные отмели в устье Гуаена приводили к многочисленным кораблекрушениям. В середине XIX века были проведены работы по обустройству порта, расширению мола и углублению дна. Это облегчило доступ кораблям в порт Одьерна, но он все еще остается трудным и опасным, и работы по улучшению порта и гавани периодически проводятся, последний раз в 2016 году. 
23 августа 1944 года в бухте Одьерна произошло сражение, в котором три корабля союзников разгромили десять немецких судов, потопив восемь из них. Это сражение было частью операции Кинетик, провидимой против запертого в бухте Бреста немецкого флота.
Сейчас Одьерн преимущественно является яхтенным портом.
1 января 2016 года в состав коммуны Одьерн вошла соседняя коммуна Эскибьен.

## Достопримечательности
- Церковь Святого Реймона XVI-XVIII веков
- Церковь Святого Жозефа XVII века
- Церковь Святого Онно XV века в Экибьене с аркой и кальварией
- Шато Керистюм конца XIX века
- Морской музей
- Зоологический сад

## Экономика
Структура занятости населения:
- сельское хозяйство — 4,4 %
- промышленность — 3,6 %
- строительство — 5,2 %
- торговля, транспорт и сфера услуг — 43,3 %
- государственные и муниципальные службы — 43,4 %

Уровень безработицы (2018) — 14,8 % (Франция в целом —  13,4 %, департамент Финистер — 12,1 %). 

Среднегодовой доход на 1 человека, евро (2018) — 21 150 (Франция в целом — 21 730, департамент Финистер — 21 970).

## Демография
Динамика численности населения, чел.

## Администрация
Пост мэра Одьерна с 2020 года занимает Гюрван Керлош (Gurvan Kerloc'h).  На муниципальных выборах 2020 года возглавляемый им левый блок победил в 1-м туре, получив 52,82 % голосов.
| Период | Период | Фамилия          | Партия                                                       | Примечания                            |
| ------ | ------ | ---------------- | ------------------------------------------------------------ | ------------------------------------- |
| 1963   | 1983   | Жан Кабиллик     | Разные правые                                                |                                       |
| 1983   | 1995   | Жан Норман       | Социалистическая партия                                      |                                       |
| 1995   | 2008   | Жан-Поль Коатмёр | Объединение в поддержку Республики Союз за народное движение |                                       |
| 2008   | 2014   | Жаклин Донваль   | Социалистическая партия                                      | член Генерального совета департамента |
| 2014   | 2020   | Жозеф Эвена      | Разные правые                                                | пенсионер                             |
| 2020   |        | Гюрван Керлош    |                                                              |                                       |

## Города-побратимы
- Пенрин (фр.), Великобритания
- Хаттинген, Германия

## Галерея

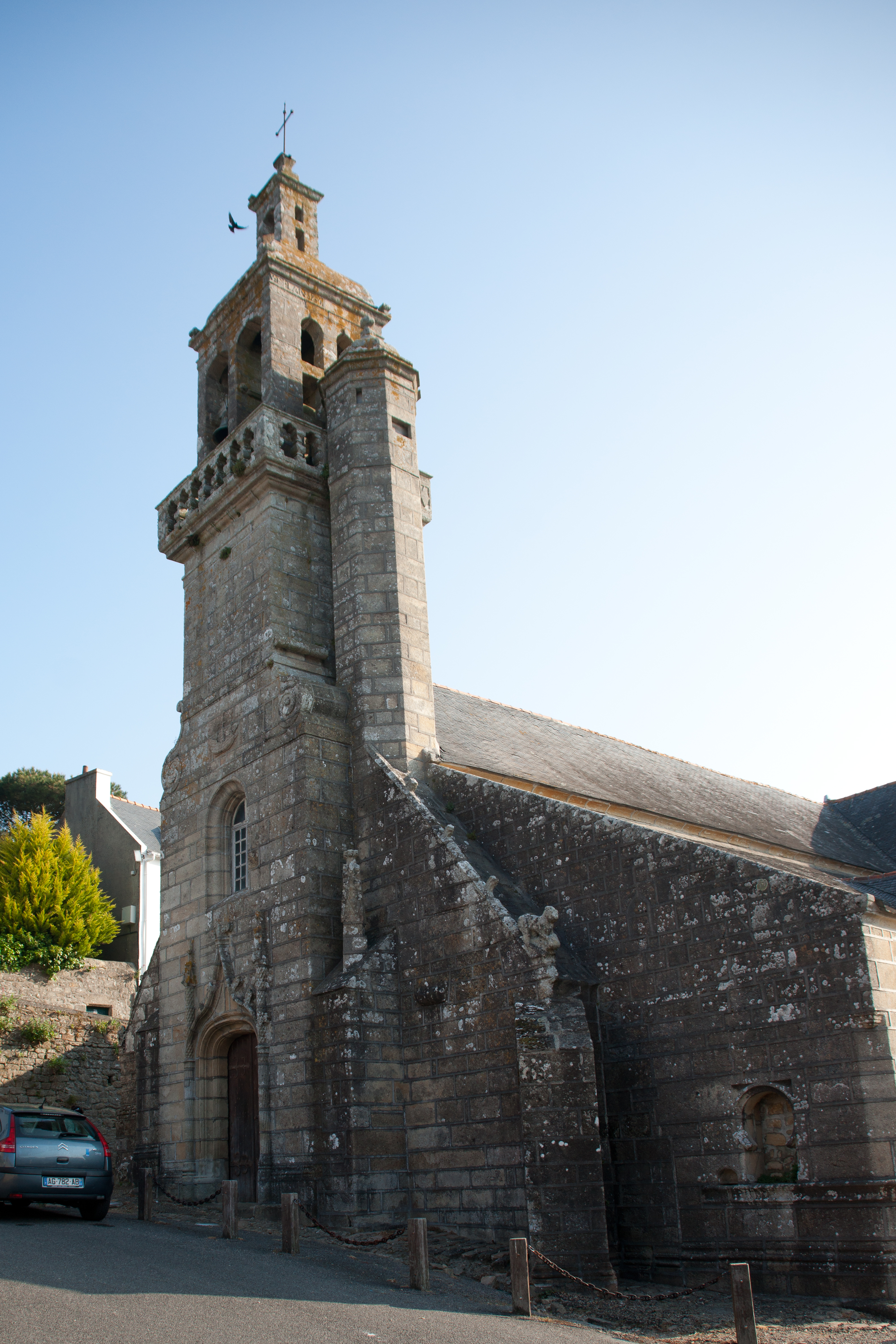
Церковь Святого Реймона
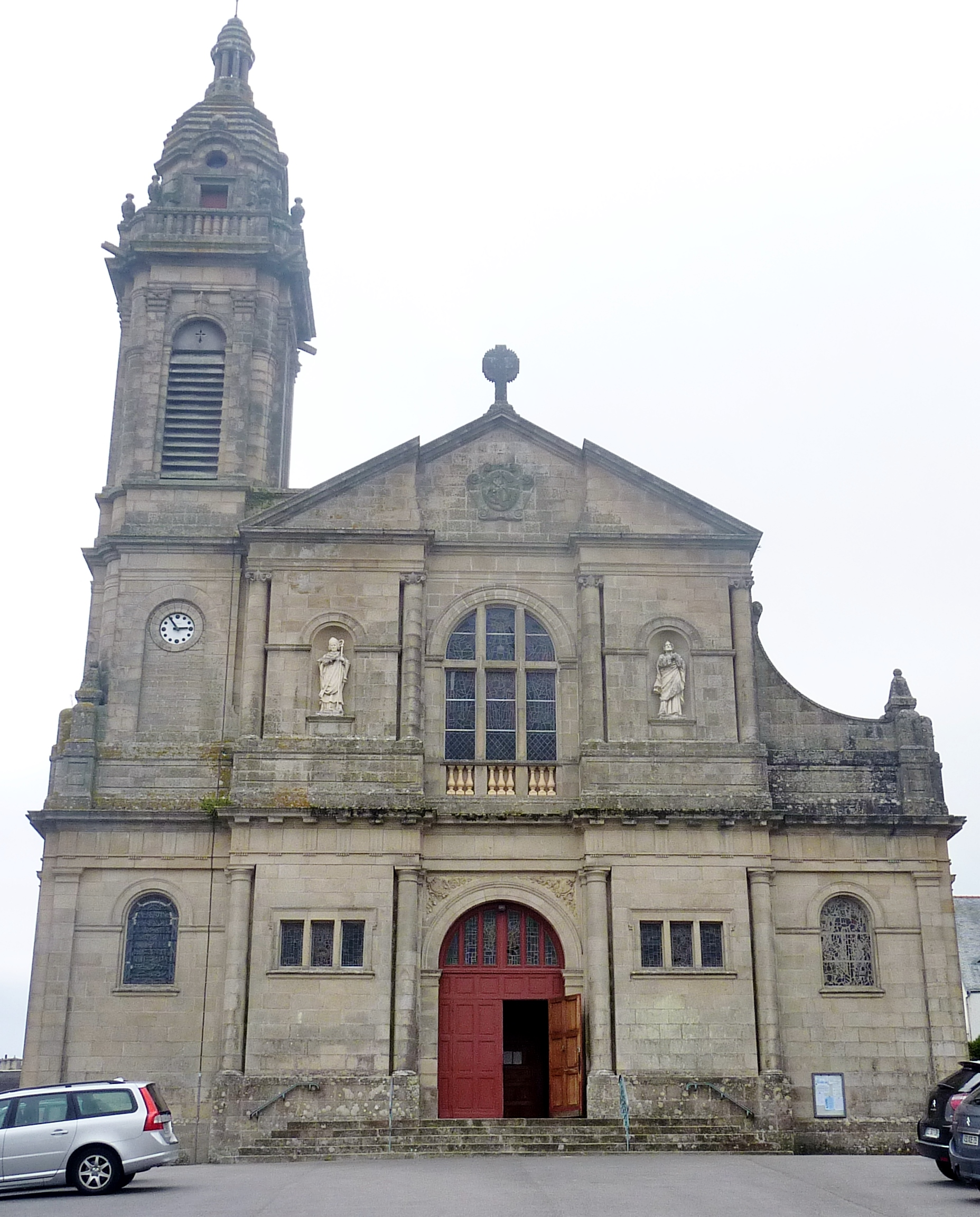
Церковь Святого Жозефа
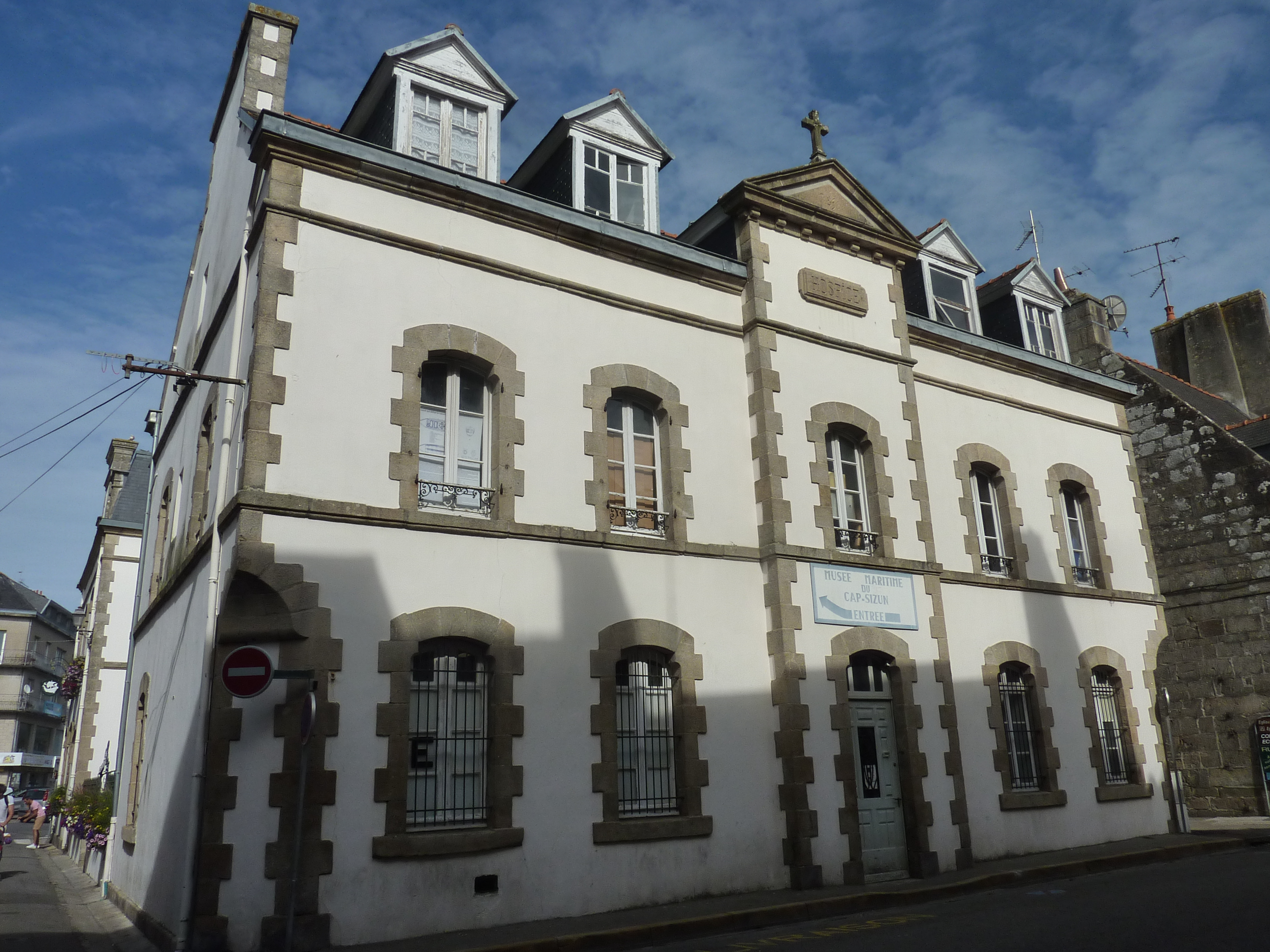
Морской музей